# マイケル・ロメオ
マイケル・ロメオ（本名Michael James Romeo）は、アメリカのギタリスト、作曲家、音楽家。プログレッシブ・メタルバンド、シンフォニー・エックスのギタリストである。Guitar World誌が選ぶ100名の過去最高のヘビーメタルギタリストのうち91位にランクされた。

## 略歴
- 1968年3月6日にアメリカのニューヨーク州のニューヨーク市で生まれる。
- 10歳の頃にピアノのレッスンを始め、14歳の頃にギターを手にする。
- 1994年にソロアルバム「THE DARK CHAPTER」をリリース。同年にシンフォニー・エックスを結成し、アルバム「SYMPHONY X」でデビュー。

## 生い立ち
10歳のときにピアノのレッスンを受け、正式な音楽のトレーニングを開始した。 ロメオはクラリネットも吹いていた。しかし、初めてキッスのアルバムを聞いた後で、真剣にギターへの切り替えを考えた。彼はガレージセールで安いアコースティック・ギターを購入した。
キッス、レッド・ツェッペリン、ラッシュ、AC / DC、ブラック・サバス、アイアン・メイデン、ディープ・パープル、そしてエマーソン・レイク・アンド・パーマーの影響を受けた 。オジー・オズボーン のアルバム 『ブリザード・オブ・オズ〜血塗られた英雄伝説』 や 『ダイアリー・オブ・ア・マッドマン』を聞いた後、より真剣にギターに取り組むようになった。また。ランディ・ローズやリッチー・ブラックモア 、イングヴェイ・マルムスティーン、ウリ・ジョン・ロート、そしてショーン・レインのようなネオクラシカルのテクニックとスタイルにも強く影響を受けた。ヨハン・ヨハン・ゼバスティアン・バッハ、ヴォルフガング・アマデウス・モーツァルト、ルードヴィッヒ・ヴァン・ベートーヴェン、イーゴリ・ストラヴィンスキーなどの有名な作曲家にも影響を受けた。ロメオ自身も若いギタリストたちに影響を与えており、ドラゴンフォースのハーマン・リは2011年にロメオをお気に入りのギタリストのトップ10に挙げている。ロメオは『スター・ウォーズ（Star Wars）』のファンであり、ジョン・ウィリアムズが作曲したテーマ曲を「スター・ウォーズ組曲」としてアレンジし録音している。お気に入りのスターウォーズのキャラクターはダース・ベイダーである。

## 音楽性
- ランディ・ローズ、イングヴェイ・マルムスティーン、ウリ・ジョン・ロート、アル・ディ・メオラなどのギタリストに影響を受けたと語っており、ネオクラシカル的プレイおよび楽曲を得意とする。
- 速弾き、タッピング、スウィープなどのギターテクニックに精通し、アルバムではそれらを組み合わせた洗練されたプレイを耳にする事が出来る。
- 現在ギターはキャパリソン製のカスタムモデルを使用している。
- 曲に重さを出すためにチューニングは必ず全弦1音下げた状態でチューニングをしている（このため6弦の実音は本来E音=ミであるのがD音=レになっている）。
- ギターの他にピアノやクラリネットを演奏する事も出来る。

## ディスコグラフィ

### ソロ
- The Dark Chapter (1994)
- The Guitar Chapter（1997）

※VHSのみ YOUNG GUITAR教則ビデオ
- War of the Worlds, Pt. 1（2018）
- War of the Worlds, Pt. 2 (2022)

### シンフォニーX
- シンフォニー・エックス - Symphony X (1994)
- ザ・ダムネイション・ゲーム - The Damnation Game (1995)
- ザ・ディヴァイン・ウィングス・オブ・トラジディ - The Divine Wings Of Tragedy (1996)
- トワイライト・イン・オリンポス - Twilight In Olympus (1998)
- プレリュード・トゥ・ザ・ミレニアム - Prelude to the Millennium-Essentials of Symphony- (ベスト、1998)
- ファイヴ-新・神話組曲 - V:The New Mythology Suite（2000）
- ライヴ!!イン・ヨーロッパ 2000-2001 - Live on the Edge of Forever (ライブ、2001)
- ジ・オデッセイ - The Odyssey (2002)
- パラダイス・ロスト - Paradise Lost (2007)
- アイコノクラスト - Iconoclast (2011)
- アンダーワールド - Underworld (2015)

### ヨハンソン
- ラスト・ヴァイキング - The Last Viking (1999)

### コティペルト
- ウェイティング・フォー・ザ・ドーン - Waiting for the Dawn (2002) (トラック2,3,4,8,9)
- コールドネス - Coldness (2004) (トラック1,2,3,4,6,7,8)

### ラッセル・アレン
- Russell Allen's Atomic Soul (2005) (トラック1,5,6,7,8,9,10,11)